# Suchogrzybek obciętozarodnikowy

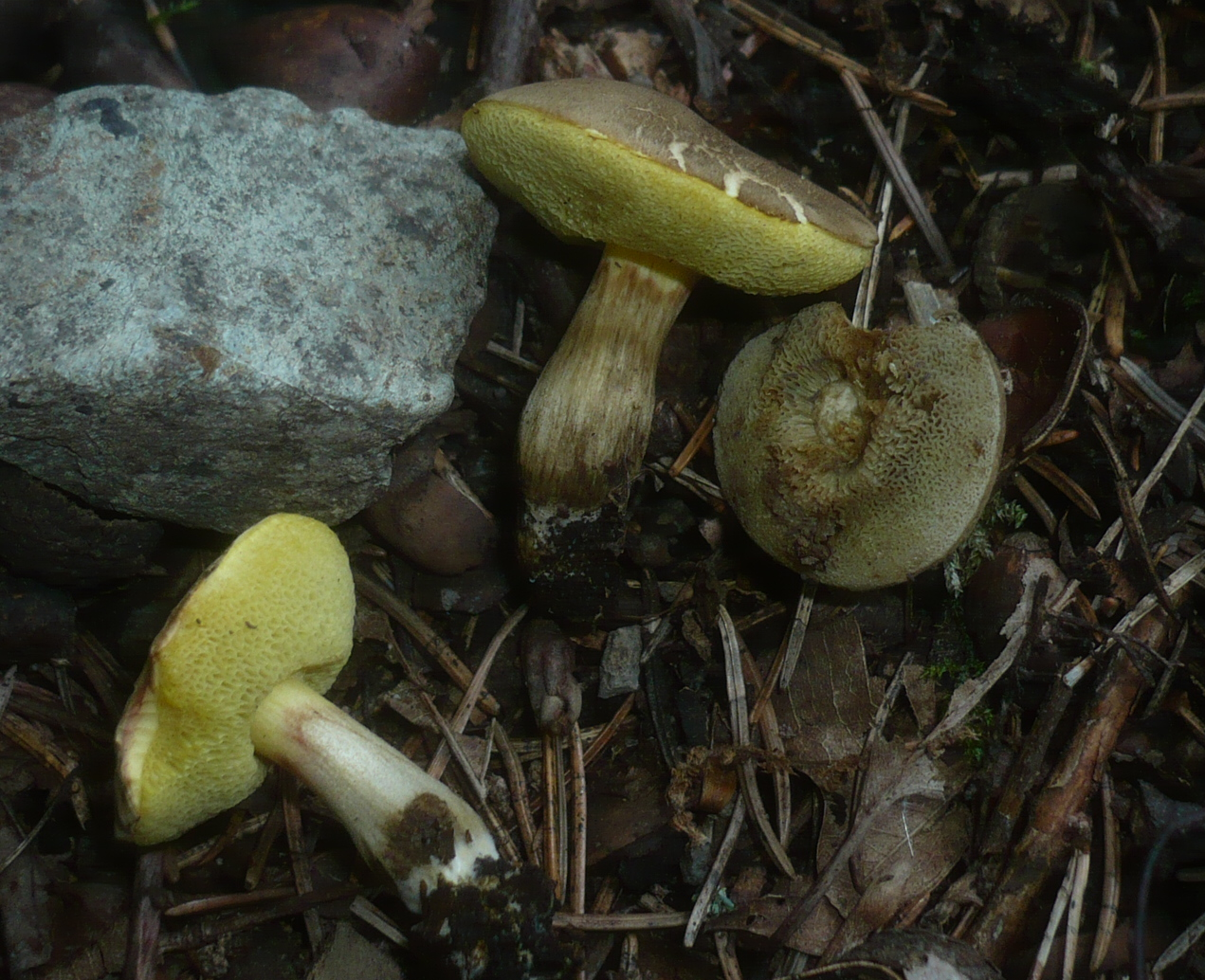

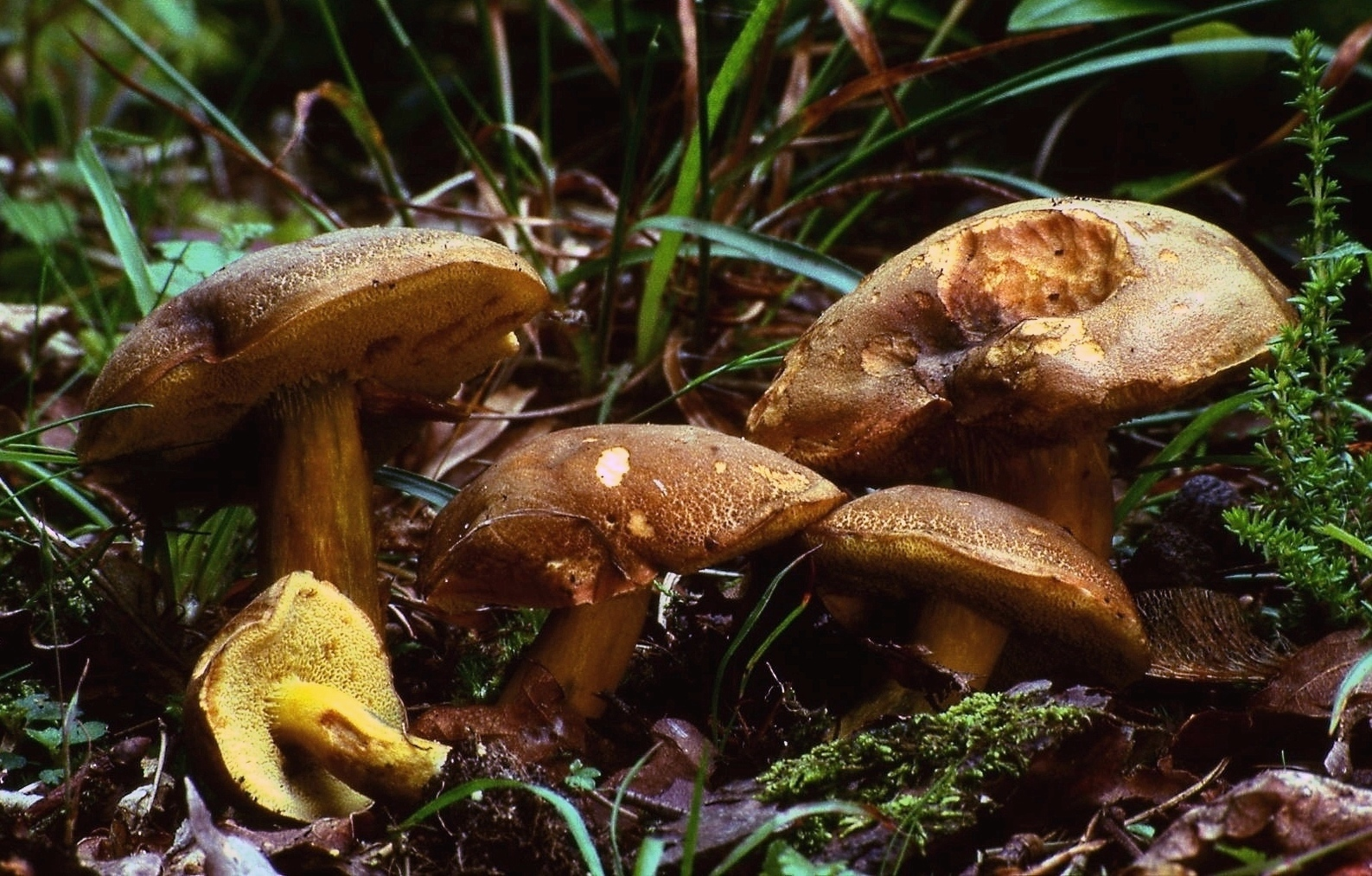

Suchogrzybek obciętozarodnikowy, podgrzybek obciętozarodnikowy (Xerocomellus porosporus (Imler ex G. Moreno & Bon) Šutara) – gatunek grzybów z rodziny borowikowatych (Boletaceae).

## Systematyka i nazewnictwo
Pozycja w klasyfikacji według Index Fungorum: Xerocomellus, Boletaceae, Boletales, Agaricomycetidae, Agaricomycetes, Agaricomycotina, Basidiomycota, Fungi.
Po raz pierwszy takson ten opisali w 1968 r. Louis Philip Mathieu Imler, Roy Watling i Marcel Bon, nadając mu nazwę Boletus porosporus. Obecną, uznaną przez Index Fungorum nazwę nadał mu w 2008 r. Josef Šutara, przenosząc go do rodzaju Xerocomellus.
Synonimy naukowe:
- Boletus porosporus Imler ex Bon & G. Moreno 1977
- Boletus porosporus var. americanus A.H. Sm. & Thiers, 1971
- Boletus porosporus Imler ex Watling 1968
- Xerocomus porosporus (Imler ex Bon & G. Moreno) Contu 1990
- Xerocomus porosporus Imler 1958[2].

Nazwę podgrzybek obciętozarodnikowy podał Władysław Wojewoda w 2003 r., według niektórych ujęć taksonomicznych gatunek ten zaliczany był bowiem do rodzaju Xerocomus (podgrzybek). Nazwa ta zdążyła się już rozpowszechnić w atlasach grzybów. Jednak według aktualnych ustaleń taksonomicznych należy do rodzaju Xerocomellus, nazwa polska jest więc niespójna z naukową. W 2021 Komisja ds. Polskiego Nazewnictwa Grzybów Polskiego Towarzystwa Mykologicznego zarekomendowała używanie nazwy suchogrzybek obciętozarodnikowy. W niektórych opisach grzybów bywa nazywany borowikiem obciętozarodnikowym (Boletus porosporus) – ta nazwa również jest niezgodna z naukową.

## Morfologia
Kapelusz
Średnica 3–7 cm, za młodu półkulisty, później rozpostarty, dojrzały jest popękany na poletka. Kolor od orzechowobrązowego do oliwkowobrązowego. Pęknięcia mają barwę bladoochrową, bez czerwonawych odcieni, natomiast miejsca wygryzione przez ślimaki są mięsnoróżowe.
Trzon
Wysokość 3–5 cm, grubość do 1,5 cm. walcowaty i zwężony przy podstawie. W górnej części jest bladożółty, w dolnej winnoczerwony, u podstawy zazwyczaj pokryty jest białą grzybnią,
Miąższ
Bladożółty i tylko u podstawy trzonu dorosłych okazów winnoczerwony.
Wysyp zarodników
Oliwkowobrązowy. Zarodniki o obciętych końcach i rozmiarach 13–15 × 4–5 μm.
Gatunki podobne
- Najbardziej podobny jest rosnący zazwyczaj w lasach iglastych suchogrzybek złotopory (Xerocomellus chrysenteron). Cechą, po której najłatwiej jest rozróżnić te gatunki to pęknięcia poletek na kapeluszu; u Xerocomellus chrysenteron mają one czerwonawy odcień. Często są też różnice w kolorze trzonu; u Xerocomellus chrysenteron trzon jest karminowoczerwony. Jednak często rozróżnienie, zwłaszcza młodych okazów o kapeluszu niepopękanym na poletka jest niemożliwe tylko na podstawie wyglądu zewnętrznego i konieczne jest badanie mikroskopowe zarodników. Jest ono rozstrzygające – Xerocomellus porosporus ma zarodniki o obciętym końcu[4],
- Podgrzybek zajączek (Boletus subtomentosus). Jest większy i jego pory po uciśnięciu sinieją[4].

## Występowanie
Występuje w Ameryce Północnej i w Europie. W Polsce brak danych o częstości jego występowania, nie znajduje się jednak na liście gatunków zagrożonych. W literaturze mykologicznej do 2003 r. opisano tylko jego stanowiska na Roztoczu. W istocie występuje częściej, często jednak bywa nieodróżniany od podobnego suchogrzybka złotoporego (Xerocomellus chrysenteron).
Rośnie w lasach liściastych i mieszanych na ziemi, szczególnie pod dębami, grabami i sosnami.

## Zastosowanie
Grzyb jadalny średniej jakości. Jest niezbyt trwały i często bywa zaczerwiony.